# 直葶石豆兰
直葶石豆兰（学名：Bulbophyllum suavissimum）为兰科石豆兰属下的一个种。

## 扩展阅读
- 維基物種上的相關：直葶石豆兰